# AR-10
AR-10は、ガス圧作動方式、口径7.62mmの自動小銃である。

## 概要

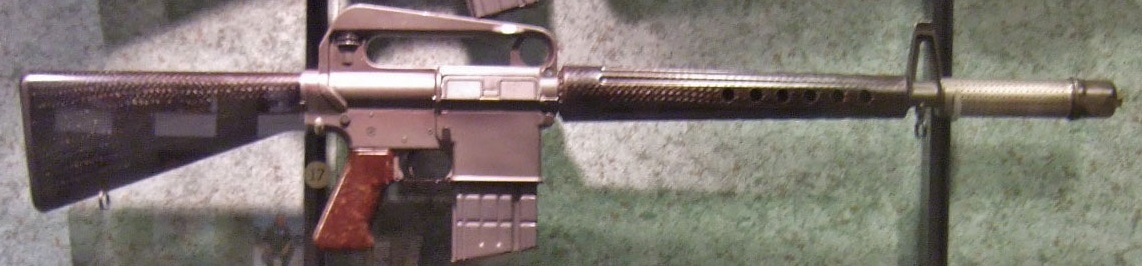
National Firearms Museum[:en]に展示されたAR-10（ハリウッドモデル）

ユージン・ストーナーによって開発されたこのAR-10は後にアメリカ軍の制式採用小銃となるM16（AR-10がその始祖である）同様発射ガスの一部を銃身から導入してボルトを作動させる方式を採用しており、直線的な銃床やアルミ合金製のレシーバーさらには強化型グラスファイバーのハンドガードなどを備えている。AR-10は合計でわずか10,000丁ほどしか生産されなかった。
同年代の他の自動小銃と比べ、AR-10の外見は先進的で他にない物だった。1956年にAR-10が発表された当時、この銃は他のあらゆる当時の歩兵装備よりも1kg近く軽量であった。フルオートマチックによる連続発射も非常に行いやすく、セミオートマチックでは精度が高く、当時のどんな個人用火器よりも扱いやすいといっても過言ではない画期的な銃器であった。

## デザイン

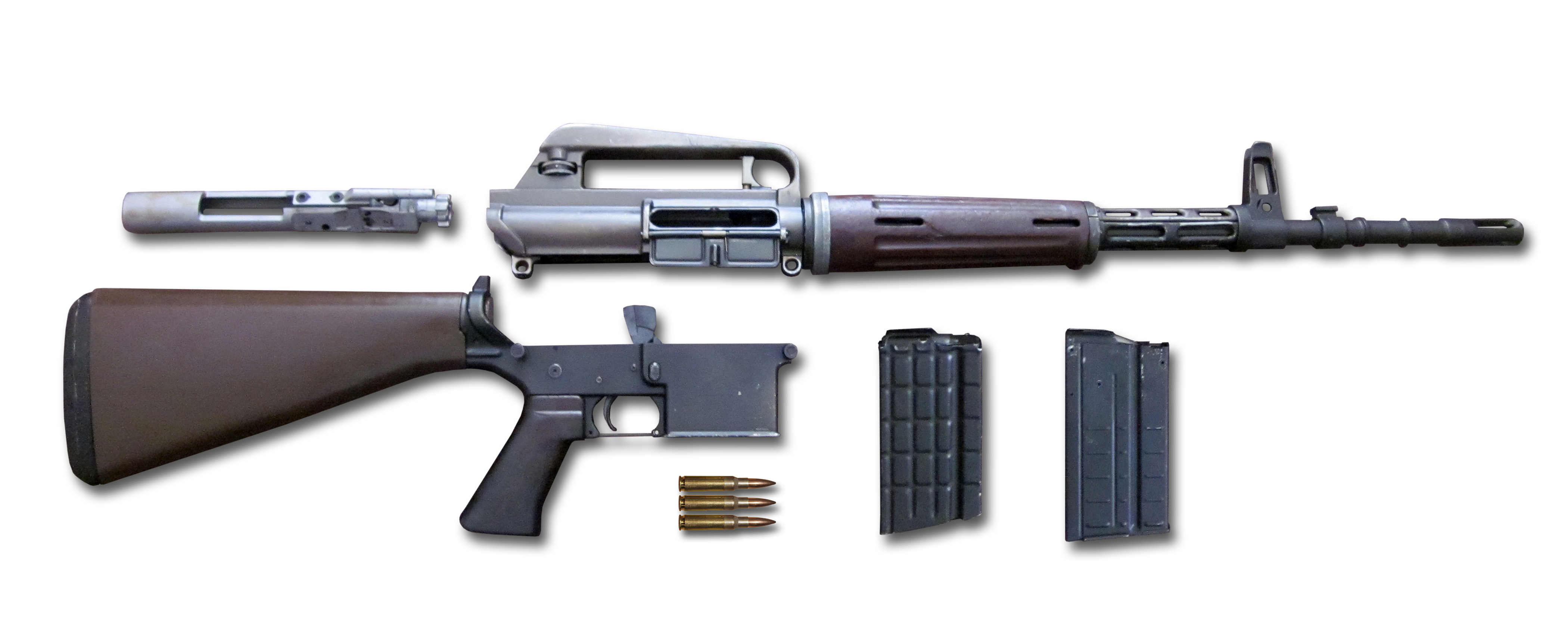
分解状態のAR-10（ポルトガルモデル）

AR-10の基本構造は当時フェアチャイルドエアクラフトの一部門であったアーマライトの銃工、ユージン・ストーナーによって開発された。AR-10の画期的な特徴は後のM16に踏襲されることになる。
AR-10はほぼ独自の設計ではあるが、一部には当時すでに実績のあった銃器のシステムが取り入れられた。FNハースタルのFAL自動小銃と同様にレシーバーがヒンジで固定されており、アッパーレシーバーとロワーレシーバーがヒンジを介して開くようになっており、メンテナンスがし易くなっている。また、ボルトのロックメカニズムはM1941ジョンソンライフルのものに似ていた。ドイツのFG42に似せて銃床を直線的に作ったことで、肩付けした状態でフルオート射撃した際のマズルジャンプも抑えることができた。軽量化と安定した射撃を両立させるため、ボルトキャリアが後退した際の衝撃を緩和するためのバッファーユニットが銃床に内蔵されている。フェアチャイルドは現在ではA-10を製造した航空機メーカーとして知られているが、航空機メーカーではプラスチックやアルミニウム、チタン合金の使用は非常にありふれたものであった。一方で銃器メーカーではそれらの素材はほとんど当時は使用されていなかった。
AR-10のボルトの閉鎖機構、ガス圧利用の作動方式は当時としては非常に斬新なロータリーボルトとマイクロ・ロッキング・ラグ閉鎖と、発射ガスがボルトに直接導かれるガス圧作動方式を採用していた。
銃身とほぼ直線的に配置された銃床のために上述の通り、射撃時に安定しているが、頬付けした際に目線が銃身よりも数センチ上に来る。そのため、装弾レバーを覆う形で取り付けられたキャリングハンドルにリアサイトが取り付けられた。
レシーバーは軽量化のためにアルミ合金削りだしで作られている。ボルトはレシーバーにではなく、レシーバー内部に延長された銃身後端と噛み合ってロックされる。レシーバーがボルト閉鎖に耐える強度を持つ必要が無いため、レシーバーの軽量化に一役買っている。初期のプロトタイプには当時のアーマライト社長、ジョージ・サリバンの強い指示によりアルミ製銃身やアルミ/スチール合金の銃身が取り付けられたが、後の製品では全てスチール銃身が取り付けられている。ストック、ハンドガード、ピストルグリップはプラスチックとグラスファイバーの混合素材で製造される。

## 歴史
アーマライトはフェアチャイルドの銃器用の新しい素材や機構などを開発する1部門として1954年に誕生した。後に非常に有能な銃工として知られるユージン・ストーナーがアーマライトに加わった。当時アメリカ軍では陳腐化・老朽化が進んでいたM1ガーランドライフルの後継となる銃の選定作業を行っていた。スプリングフィールド造兵廠のT44E4とT44E5は7.62mm弾を使用するM1ガーランドの改良版であり、また、FNハースタルからはFN FALがT48としてトライアルに提出された。アーマライトは遅れてトライアルに参加し、2丁のAR-10を1956年秋に合衆国陸軍スプリングフィールド国営造兵廠に提出した。工廠におけるテストでテスト要員から良好な反応をAR-10は受け、テスト銃のなかで最良との評価も受けた。
しかし、上述の通りユージン・ストーナーの再三にわたる反対にもかかわらず、社長の指示によりアルミ合金のバレルを使用していたため、トライアル耐久度を測るために酷使されたAR-10のバレルは途中で裂けてしまい、採用は見送られT44がM14として1957年に制式採用された。
1957年、フェアチャイルドアーマライトはAR-10の製造権をオランダの銃器メーカーアーティラリエ・インリッチンゲン（Artillerie Inrichtingen）社に販売譲渡した。銃専門家はAR-10の系譜を射撃銃、カービン銃、試験銃のほかベルト給弾式の分隊支援火器など4つに分類する。ハリウッドモデル（初期にフェアチャイルドアーマライトで製造されたタイプ）、スーダンモデル、過渡期モデルそしてポルトガルモデルの4つである。
オランダのAI社はスーダンモデルを先駆けに多くのAR-10を製造した。スーダンモデルのAR-10は銃身にフルートが切ってある他、調整式のガスレギュレーターを備えており、重さが3.29kgと非常に軽量である。しかしAR-10の製造はグアテマラ、ビルマ（ミャンマー）、イタリア、キューバ、スーダン、ポルトガルでのみ行われ、その数は限られたものであった。スーダンではゲリラ部隊や隣国との戦闘においてAR-10が使用され、鹵獲されたAR-10はアフリカ諸国で非制式ライフルとして採用された他、ゲリラ部隊やさらにはフランスの植民地でも使用された。AR-10は1985年までスーダンの特殊部隊において使用された。
1958年には7.62x39mm弾を使用するAR-10が試験的に極少数フィンランドとドイツで製造され、性能試験が行われた。イタリア海軍は海軍潜水部隊がAR-10を採用した。上述のドイツとフィンランドの他、オーストリア、オランダそして南アフリカ共和国もAR-10を少数購入して性能評価を行った。
さらに1958年には100丁のAR-10がキューバのフルヘンシオ・バティスタ政権によって購入された。当時キューバで武装闘争を行っていたフィデル・カストロの部隊によってキューバに納入されたAR-10が鹵獲され、後にフィデル、その弟ラウルとチェ・ゲバラによってAR-10の発射試験がハバナ郊外で行われその破壊力に驚いたという。フィデル・カストロは後に鹵獲したAR-10の内のいくつかをドミニカ共和国の共産革命家に流していた。そして当地では実際に政府軍との銃撃戦で射殺された共産ゲリラの遺体からキューバから持ち込まれたと見られる鹵獲兵器が発見されている。
オランダのAI社のAR-10の最終モデルがポルトガルモデルと呼ばれるタイプである。このモデルは1960年にブリュッセルに本拠を置く武器取引会社SIDEMインターナショナルによってそのほとんどがポルトガル空軍に売却された。この銃はアンゴラやモザンビークにおいて現地の精鋭部隊相手にポルトガルの空挺隊員の手によって使われ、非常に激しい戦闘を経験した。ポルトガルではAR-10はその精度の高さ（100mで1インチほどの集弾性能）とアフリカでの過酷な使用状況において証明された高い信頼性及び評価を得た。
ポルトガルに輸出されたAR-10の一部はAI社の改修によって光学サイトの取り付けが可能になった。この銃は狙撃隊員や警備要員が遠距離から敵を排除するのに使われた。他の大部分のポルトガルモデルAR-10は空挺隊員によってライフルグレネード（小銃擲弾）発射などに使用された。AR-10に内蔵されていた発射ガスのカットオフ機構はガスシステムの調整なしに銃口に取り付けられた専用のグレネードを発射することが可能であり、ライフルグレネードを発射する際に使用する空包も自動装填によって排莢、次弾の装填が行われた。これによって銃口にグレネードを差し込むことによって次々とグレネードを連続発射することができた。主にグレネードを連続して撃ちだすことによる衝撃からストックがすぐ磨り減ってしまうことがあり、ポルトガルのAR-10の中には連続したグレネードの発射衝撃に耐えられるよう金属製のストックを装備したものもあった。
ポルトガル軍ではAR-10の増備を計画していたが、オランダがAR-10の禁輸を発表したために計画は頓挫し、代わりに伸縮式ストックを持つH&KのG3アサルトライフルが採用された。しかしながら空挺部隊ではAR-10は使用され続け、1975年東ティモールにおける革命の際にも使用されたという。
1958年にはアーマライトはAR-10を基にして5.56mm口径のAR-15を開発した。アーマライトは継続してAR-10及び新型のAR-15を軍隊に販売しようと営業活動を続けた。ここでいう、AR-10はオランダのAI社が製造するAR-10ではなく、AR-15を基にして作り上げたAR-10aというモデルである。AR-15には各国の軍から大きな関心が寄せられたが、AR-10aはその正反対であった。1959年アーマライトはAR-10a及びAR-15の製造権をコルトに売却する。後にコルトのAR-15はアメリカ軍の制式採用ライフルとして採用され、アーマライトの営業能力の低さに腹を据えかねたフェアチャイルドは1962年にアーマライトを分割した。
1960年までにオランダのAI社は全てのAR-10の製造を終了した。その当時まででわずか10,000丁ほどのAR-10が製造され、そのほとんどがフルオートマチック発射が可能な軍用モデルであり、単発のみを備えた民間用モデルも極僅かであるが製造された。
AR-15の製造権が売却され、AR-10の製造を打ち切っていたアーマライトは5.56mm及び7.62mmの新しい型の小銃を開発した。この銃は従来型のガスピストン作動を採用し、AR-10ではアルミ鍛造であったレシーバーをスチールプレス方式のものに変えて製造した。7.62mm AR-16（M16とは異なる）がその新型銃のプロトタイプとして製造された。そしてAR-18がアーマライトをはじめとした各企業によって少量生産され、その作動方式は後のいくつかのアサルトライフルの見本にされた（日本では豊和工業が民間型のAR-180をライセンス生産していた時期があり、現在日本の自衛隊制式自動小銃である89式小銃もAR-180の生産によるノウハウを生かして開発された）。1970年までにアーマライトは全ての火器の新規開発を中止し、会社は倒産寸前に追い込まれた。
後に、スーダンとポルトガルで使用されたAR-10がアメリカ、カナダ、オーストラリアそしてニュージーランドの民間市場に流れた。アメリカ以外の国に流れたAR-10のフルオートマチック機構は排除されていた。しかしオーストラリアでは1997年の銃規制によって2,500丁ものAR-10が回収され廃棄された。
アメリカに流入したAR-10の多くは分解されパーツとして輸入されたが、ごく一部はクラスIII火器として合法的に輸入された。これらの部品は民生用の火器と組み合わされて合法的に所持できるように改造された。

## アーマライトの復活
1995年にイーグルアームズのオーナーであるマーク・ウェストロンがアーマライトを買収し、アーマライト・インクに企業名を変更した。その後アーマライトは現代版のAR-10（AR-10A2）を開発した。これはAR-15A2をもとに7.62x51mm NATO弾を使用する銃であり、各種の補強及び改良が施されていた。元々AR-15はAR-10をスケールダウンしたものであったが、皮肉なことに新しいAR-10は伸縮式ストックを装備したカービンモデルや射撃用マッチ・ターゲットモデル、そして300レミントンショートアクションウルトラマグナム（RemSAUM）を使用するAR-15発展型のスケールアップモデルとなり、精力的に派生型が開発されている。
日本では、現代版AR-10セミオートモデルが少数ながら狩猟用途で所持許可されている。
平成11年頃に、AR-10A2・AR-10A4・AR-10T（ターゲット）の3モデルが輸入販売された。当然ながら銃刀法の要件を満たして所持許可された一方で、外観の軍用銃的な印象を払拭できず、猟銃としての適正を疑う物議を投じることとなり、まもなく公安当局の所持許可方針が変更された。
その結果、現在、所持者の要件を満たす限り許可の更新は継続されているが、新規の所持許可および譲受・譲渡は不可能とされる。

## 新たなAR-10
アーマライトのAR-10A2開発以降、新型のAR-10は登場しなかった。しかし、20世紀の終わりから米軍は中東の戦闘に入ると5.56mm弾の威力不足を知り、急務の策としてM14を復活させた。M14の復活により一部の銃器メーカーは7.62x51mm NATO弾を使用するM16の開発に乗り出した。その結果ナイツアーマメント社はSR-25を開発し、ドイツのH&K社はHK417を、オーバーランド・アームズ社はOA-10を開発した。近年、AR10は進化し始めた。

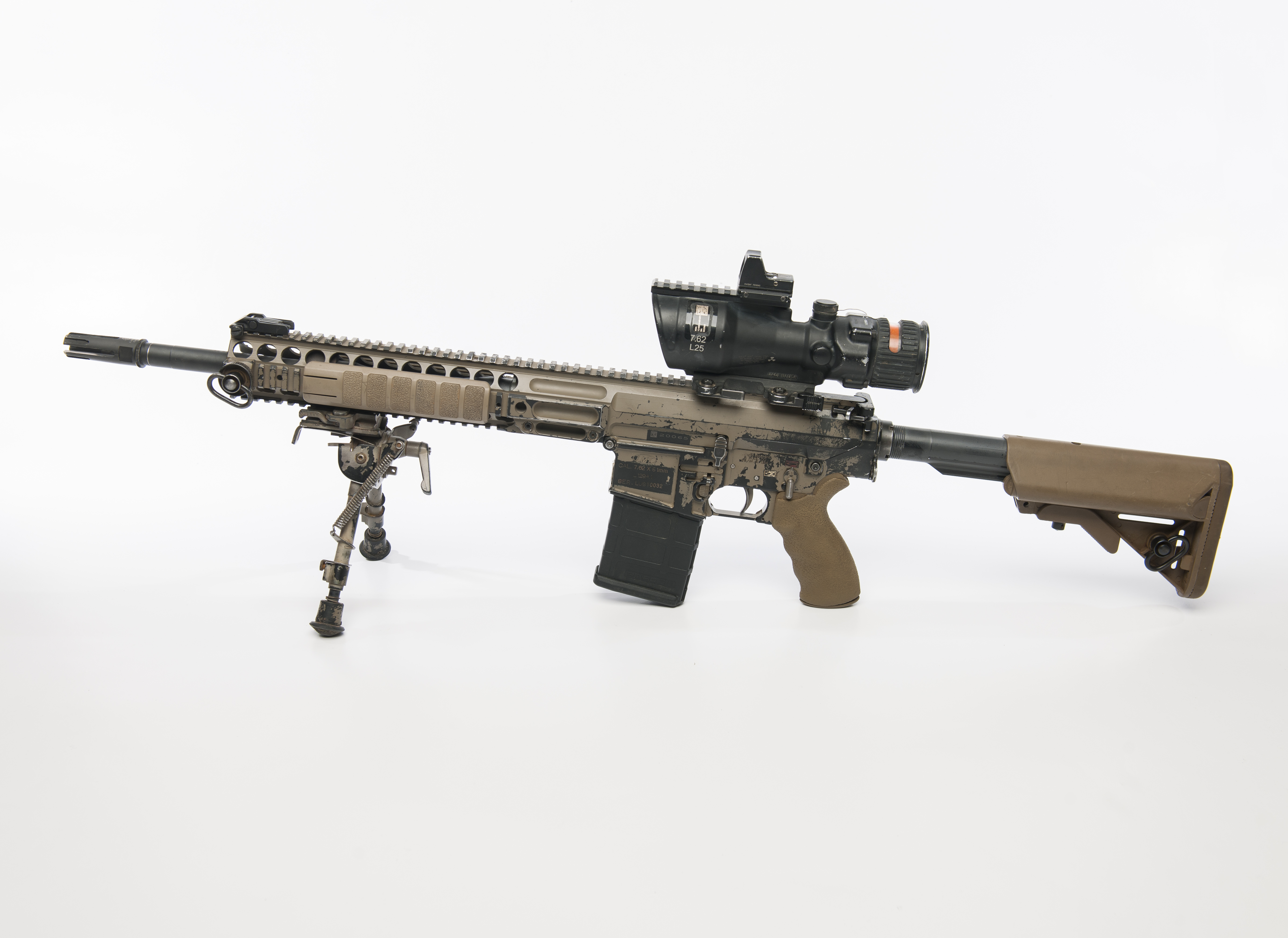
L129A1

また、AR-10をベースとした7.62x51mm NATO弾を使用するルイス・マシン&ツール社製のシャープシューター（LM308MWS）セミオートライフルをイギリス陸軍がL129A1という名称で正式に採用する。
- 全長945mm、重量約5kg、20発マガジンが設定され、各種サイズのバレルへの変更が可能。
- ピカティニー・レールを標準装備していて、暗視ゴーグルやフォアグリップ、二脚などを装着できる。
- ストックはM4タイプの伸縮式ストックとオリジナルの固定式ストックが設定されている。

## 登場作品

### 映画
『スーパーマンII』

### ドラマ
『ザ・ユニット 米軍極秘部隊』
『特捜班CI-5』

### アニメ
『学園黙示録 HIGHSCHOOL OF THE DEAD』
平野コータが南リカの自宅で手に入れた狙撃銃仕様（SR-25風）に改造されたものを使用。

### ゲーム
『Project Reality（BF2）』
カナダ軍のマークスマンライフルにAR-10Tが登場。スコープはElcan C79とLeupold Mk.4からの選択となる。
『メタルスラッグ』